# Spirobrachia leospira
Spirobrachia leospina — вид багатощетинкових кільчастих червів родини Погонофори (Siboglinidae). Абісальний вид, що поширений у водах Південного океану біля берегів Південних Сандвічевих островів.

## Опис
Тіло хробака складається з голови, циліндричного сегментованого тіла і хвостової частини. Голова складається з лопаті (ротова частина) та парних щупалець.